# WWF Ladies Tag Team Championship
El WWF Ladies Tag Team Championship también conocido como WWF Women's Tag Team Championship o Campeonato en Parejas de Mujeres de la WWF en español, fue un campeonato en parejas femenino de lucha libre profesional en la World Wrestling Federation. Este campeonato existió entre 1983 y 1988.

## Historia
Velvet McIntyre y Princess Victoria (Vickie Otis), se unieron formando un grupo en 1983, pues estas ya eran campeonas de NWA Women's World Tag Team Champions. Desde entonces fueron derrotadas por The Fabulous Moolah y Wendi Richter en Atlanta y Nueva York. Velvet McIntyre y Princess Victoria no se dieron por vencidas, y derrotan a Joyce Grabe y Wendi Richter obteniendo así el título. Más tarde Desiree Peterson toma el lugar de Princess Victoria, pero son derrotadas por The Glamour Girls en 1985, grupo que estaba formado por Judy Martin y Leilani Kai. Finalmente el título para The Glamour Girls cambia y pasa a manos de las japonesas Itsuki Yamazaki y Noriyo Tateno (The Jumping Bomb Angels), quienes son derrotadas por The Glamour Girls nuevamente estas obtienen en título por segunda vez.

## Campeonas

### Lista de campeonas
Los días en paréntesis (123) suponen que el reinado inició o terminó en el primer día del mes por falta de información.
|   | Luchadora                                                         | N.º | Fecha                  | Días  | Show o evento | Notas y referencias |
| - | ----------------------------------------------------------------- | --- | ---------------------- | ----- | ------------- | --- |
| 1 | Velvet McIntyre (1) & Princess Victoria (1)                       | 1   | 13 de mayo de 1983     | 574   | Live event    | Velvet McIntyre y Princess Victoria fueron anteriormente Campeonas Mundiales Femeninas en Parejas de la NWA hasta que la WWF abandonó su alianza con National Wrestling Alliance y fueron reconocidas entonces como las inaugurales Campeonas en la WWF. La primera lucha del equipo en la WWF tuvo lugar el 4 de abril de 1984 en Rochester, Nueva York. |
| 2 | Velvet McIntyre (2) & Desiree Petersen (1)                        | 1   | 7 de diciembre de 1983 | (237) | Live event    | Princess Victoria sufrió una lesión en el cuello que acabó con su carrera el 1 de septiembre de 1984 en Filadelfia, Pensilvania. Petersen tomó su lugar de campeona como compañera de McIntyre. |
| 3 | The Glamour Girls (Leilani Kai (1) & Judy Martin (1))             | 1   | agosto de 1985         | (906) | Live event    | [ 3 ] |
| 4 | The Jumping Bomb Angels (Noriyo Tateno (1) & Itsuki Yamazaki (1)) | 1   | 24 de enero de 1988    | 136   | Royal Rumble  | Fue un 2-out-of-3 Falls Match. |
| 5 | The Glamour Girls (Leilani Kai (2) & Judy Martin (2))             | 2   | 8 de junio de 1988     | 251   | Live event    | Ganaron los títulos por cuenta fuera. |
| — | Abandonado                                                        | —   | 14 de febrero de 1989  | —     |               | En un principio el título quedó vacante, pero finalmente fue abandonado ese mismo año. |

### Total de días con el título

#### Por equipos
| N.º | Campeonas                                                 | Reinados | Total de días |
| --- | --------------------------------------------------------- | -------- | ------------- |
| 1   | The Glamour Girls (Leilani Kai & Judy Martin )            | 2        | 1157          |
| 2   | Velvet McIntyre & Princess Victoria                       | 1        | 574           |
| 3   | Velvet McIntyre & Desiree Petersen                        | 1        | 237           |
| 4   | The Jumping Bomb Angels (Noriyo Tateno & Itsuki Yamazaki) | 1        | 136           |

#### Por luchadora
| N.º | Campeona          | Reinados | Total de días |
| --- | ----------------- | -------- | ------------- |
| 1   | Leilani Kai       | 2        | 1157          |
| 1   | Judy Martin       | 2        | 1157          |
| 3   | Velvet McIntyre   | 2        | 811           |
| 4   | Princess Victoria | 1        | 574           |
| 5   | Desiree Petersen  | 1        | 237           |
| 6   | Noriyo Tateno     | 1        | 136           |
| 6   | Itsuki Yamazaki   | 1        | 136           |

### Mayor cantidad de reinados

#### Por equipos
| Reinados | Luchador (as)     |
| -------- | ----------------- |
| 2 veces  | The Glamour Girls |

#### Por luchadora
| Reinados | Luchador (as)                              |
| -------- | ------------------------------------------ |
| 2 veces  | Leilani Kai, Judy Martin y Velvet McIntyre |